# 中国国鉄6Y2型電気機関車

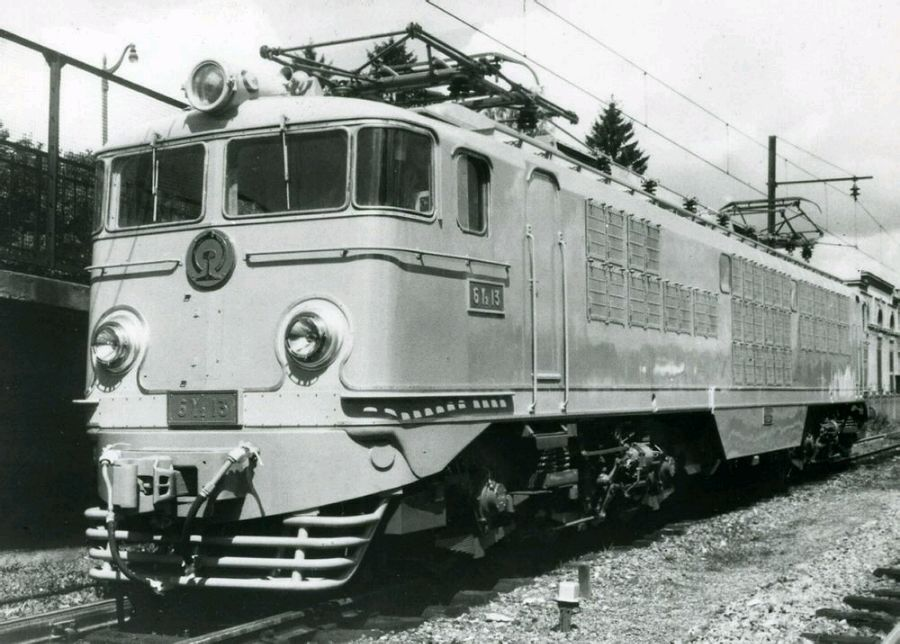
15号機関車

中国国鉄6Y2型電気機関車（ちゅうごくこくてつ6Y2がたでんききかんしゃ、簡体字：中国铁路6Y2型电力机车）は中華人民共和国鉄道部（中国国鉄）が1960年に輸入した交流用電気機関車である。

## 概要
6Y2型はフランスのアルストムが製造した、中国の輸入電機で初の大型電気機関車である。1961年、中国で初の電化路線の宝鶏 - 鳳州間が完成、導入予定の6Y1型が性能不足の為、1960年にフランスのアルストムから総計25両の本形式を輸入した。本形式はイグナイトロン整流器用い、回生制動を備える。軸配置はCo-Co、整備重量138 t、持続出力4,620 kW、最大速度100 km/hである。1969年より一部の車両がイグナイトロン整流器の老朽化によりシリコン整流器への換装を行なった。1990年代まで営業用に供せられたが、2007年に最後の一台が解体され全車廃車となった。